# Oenopota
Oenopota é um gênero de gastrópodes pertencente a família Mangeliidae.

## Espécies
- Oenopota admetoides (Okutani, 1968)[4]
- Oenopota alba Golikov & Scarlato, 1985[5]
- Oenopota aleutica (W.H. Dall, 1871)
- Oenopota althorpensis (W.H. Dall, 1919)
- Oenopota althorpi (W.H. Dall, 1919)
- Oenopota amiata W.H. Dall, 1919
- Oenopota babylonia W.H. Dall, 1919
- Oenopota biconica Bogdanov, 1989[6]
- Oenopota blaneyi (Bush, 1909)
- Oenopota candida (Yokoyama, 1926)
- Oenopota carioca Figueira & Absalão, 2010
- Oenopota casentina (Dall, 1919)[7]
- Oenopota cinerea (Møller, 1842)[8]
- Oenopota cingulata Golikov & Gulbin, 1977[9]
- Oenopota convexigyra Bouchet & Warén, 1980[10]
- Oenopota cunninghami (Smith, E.A., 1881)
- Oenopota declivis (Lovén, 1846)[11]
- Oenopota diabula Figueira & Absalão, 2010
- Oenopota dictyophora Bouchet & Warén, 1980[12]
- Oenopota dubia Golikov & Scarlato, 1985[13]
- Oenopota elegans (Møller, 1842)[14]
- Oenopota elongata Bogdanov, 1989[15]
- Oenopota eriopis (W.H. Dall, 1919)
- Oenopota excurvata (Carpenter, 1864)[16]
- †Oenopota gervillii G.P. Deshayes, 1862
- Oenopota gilpini (Verkrüzen, 1878)[17] nomen dubium
- Oenopota granitica (W.H. Dall, 1919)
- Oenopota graphica (Locard, 1897)[18]
- Oenopota greenlandica (L.A. Reeve, 1846)
- Oenopota hanazakiensis (Habe, 1958)[19]
- Oenopota harpa (Dall, 1885)[20]
- Oenopota harpularioides Golikov & Fedjakov in Golikov, 1987[21]
- Oenopota harveyi (T.A. Verkrüzen, 1878)
- Oenopota healyi W.H. Dall, 1919
- Oenopota impressa (Mørch, 1869)[22]
- Oenopota inequita (Dall, 1919)[23]
- †Oenopota kagana M. Yokoyama, 1927
- †Oenopota kakumensis N. Onoyama, 1938
- Oenopota kazusensis (Nomura, 1940)[24]
- Oenopota kinkasanensis Golikov & Gulbin, 1977[25]
- †Oenopota komakahida (K. Otsuka, 1949)
- Oenopota koreni (Friele, 1882)[26]
- Oenopota kurilensis Bogdanov, 1989[27]
- Oenopota kyskana W.H. Dall, 1919
- Oenopota laticostulata Golikov & Scarlato, 1985[28]
- Oenopota levidensis (Carpenter, 1864)[29]
- Oenopota lutkeana A. Krause, 1886
- Oenopota maclaini (Dall, 1902)
- Oenopota magellanica (Martens, 1881)[30]
- Oenopota maurellei (W.H. Dall & P. Bartsch, 1910)
- Oenopota morchi (W. Leche, 1878)
- Oenopota multicostata (Verkrüzen, 1878)[31] nomen dubium
- Oenopota murdochiana (Dall, 1885)[32]
- Oenopota nunivakensis W.H. Dall, 1919
- Oenopota obliqua (Sars G.O., 1878)[33]
- Oenopota obsoleta Golikov & Scarlato, 1985[34]
- Oenopota ogasawarana Okutani, Fujikura & Sasaki, 1993[35]
- Oenopota okudai Habe, 1958[36]
- Oenopota pavlova (Dall, 1919)[37]
- Oenopota pingelii (Møller, 1842)[38]
- Oenopota pyramidalis (Ström, 1788)[39]
- Oenopota quadra (Dall, 1919)[40]
- Oenopota raduga Bogdanov, 1985[41]
- Oenopota reticulosculpturata Sysoev, 1988[42]
- Oenopota rosea (S.L. Lovén, 1846)
- Oenopota rubescens (Jeffreys, 1876)[43]
- Oenopota sagamiana Okutani & Fujikura, 1992[44]
- †Oenopota sanctamonicae R. Arnold, 1903
- Oenopota schantaricum (Middendorf, 1849)[45]
- Oenopota seraphina Figueira & Absalão, 2010
- Oenopota subturgida'' (A. E. Verrill, 1884)
- Oenopota subvitrea (A. E. Verrill, 1884)
- Oenopota tabulata (Carpenter, 1864)[46]
- Oenopota tenuicostata (Sars G.O., 1878)[47]
- Oenopota tenuissima W.H. Dall, 1919
- Oenopota tenuistriata Golikov & Scarlato, 1985[48]
- Oenopota triphera (Golikov & Scarlato, 1967)[49]
- Oenopota undata (Verkrüzen, 1878)[50] nomen dubium
- Oenopota uschakovi Bogdanov, 1985[51]
- Oenopota valentina Golikov & Gulbin, 1977[52]
- Oenopota violacea (Mighels & Adams, 1842)[53]

## Sinônimos
- Oenopota abyssorum (Locard, 1897): sinônimo de Gymnobela abyssorum (Locard, 1897)
- Oenopota alaskensis (Dall, W.H., 1871): sinônimo de Propebela alaskensis (Dall, 1871)
- Oenopota albus T. Pennant, 1777: sinônimo de Propebela turricula (G. Montagu, 1803)
- Oenopota angulata E. Donovan, 1804: sinônimo de Propebela turricula (G. Montagu, 1803)
- Oenopota angulosa (Sars G. O., 1878): sinônimo de Propebela angulosa (Sars G. O., 1878) (atualmente colocado no gênero Propebela)
- Oenopota anomalapex Pwell, 1951: sinônimo de Propebela lateplicata (Strebel, 1905)
- Oenopota arctica (Adams, 1855): sinônimo de Propebela arctica (A. Adams, 1855) (atualmente colocado no gênero Propebela)
- Oenopota assimilis (Sars G. O., 1878): sinônimo de Propebela assimilis (Sars G. O., 1878) (atualmente colocado no gênero Propebela)
- Oenopota bartschi Bogdanov, 1985: sinônimo de Curtitoma bartschi (Bogdanov, 1985) (combinação original)
- Oenopota beckii H.P.C. Møller, 1842: sinônimo de Oenopota violacea (J.W. Mighels & C.B. Adams, 1842)
- Oenopota bergensis (Friele, 1886): sinônimo de Propebela bergensis (Friele, 1886) (atualmente colocado no gênero Propebela)
- Oenopota bicarinata (Couthouy, 1838): sinônimo de Curtitoma violacea (Mighels & C. B. Adams, 1842)
- Oenopota bicarinata H.B.S. Friele, 1879: sinônimo de Oenopota violacea (J.W. Mighels & C.B. Adams, 1842)
- Oenopota bicarinata G.O. Sars, 1878: sinônimo de Oenopota violacea (J.W. Mighels & C.B. Adams, 1842)
- Oenopota borealis L.A. Reeve, 1846: sinônimo de Curtitoma decussata (J.P.Y. Couthouy, 1839)
- Oenopota brevior O.A.L. Mörch in H.J. Rink, 1857: sinônimo de Oenopota violacea (J.W. Mighels & C.B. Adams, 1842)
- Oenopota brevis W. Leche, 1878: sinônimo de Oenopota violacea (J.W. Mighels & C.B. Adams, 1842)
- Oenopota brychia (Verrill, 1885)[54] sinônimo de Belomitra quadruplex (Watson, 1882)
- Oenopota cancellata (Mighels & Adams, 1842): sinônimo de Propebela cancellata (Mighels & Adams, 1842)
- Oenopota candita M. Yokoyama, 1926: sinônimo de Oenopota candida (M. Yokoyama, 1926)
- Oenopota castanea T. Brown, 1827: sinônimo de Propebela turricula (G. Montagu, 1803)
- Oenopota chiachiana W.H. Dall, 1919: sinônimo de Oenopota declivis (S.L. Lovén, 1846)
- Oenopota colpoica W.H. Dall, 1919: sinônimo de Curtitoma trevelliana (W. Turton, 1834)
- Oenopota concinnula (A. E. Verrill, 1882): sinônimo de Propebela concinnula (A. E. Verrill, 1882)
- Oenopota conoidea (Sars G. O., 1878): sinônimo de Curtitoma conoidea (Sars G. O., 1878) (atualmente colocado no gênero Curtitoma)
- Oenopota conspicienda (Locard, 1897)[55] sinônimo de Belomitra quadruplex (Watson, 1882)
- Oenopota crebricostata (Carpenter, 1864): sinônimo de Mangelia crebricostata Carpenter, 1864
- Oenopota cylindracea H.P.C. Møller, 1842: sinônimo de Oenopota violacea (J.W. Mighels & C.B. Adams, 1842)
- Oenopota davisi Hedley, 1916: sinônimo de Lorabela davisi Hedley, 1916) (combinação original)
- Oenopota declive S.L. Lovén, 1846: sinônimo de Oenopota declivis (S.L. Lovén, 1846)
- Oenopota declivis J.H. Macpherson, 1971: sinônimo de Oenopota cancellata (J.W. Mighels & C.B. Adams, 1842)
- Oenopota decussata (Couthouy, 1839): sinônimo de Curtitoma decussata (Couthouy, 1839) (atualmente colocado no gênero Curtitoma)
- Oenopota decussatus (Couthouy, 1839): sinônimo de Curtitoma decussata (Couthouy, 1839) (gênero gramatical errado)[56]
- Oenopota detegata É.A.A. Locard, 1897: sinônimo de Propebela bergensis (H.B.S. Friele, 1886)
- Oenopota diegensis W.H. Dall, 1919: sinônimo de Curtitoma trevelliana (W. Turton, 1834)
- Oenopota discors T. Brown, 1827: sinônimo de Oenopota pyramidalis (H. Strøm, 1788)
- Oenopota dissoluta (M. Yokoyama, 1926): sinônimo de Granotoma dissoluta (M. Yokoyama, 1926)
- Oenopota exarata (Møller, 1842): sinônimo de Propebela exarata (Møller, 1842) (atualmente colocado no gênero Propebela)
- Oenopota exigua J.G. Jeffreys, 1883: sinônimo de Oenopota ovalis (H.B.S. Friele, 1877)
- Oenopota expansa G.O. Sars, 1878: sinônimo de Oenopota violacea (J.W. Mighels & C.B. Adams, 1842)
- Oenopota exquisita (Bartsch, 1941): sinônimo de Propebela exquisita Bartsch, 1941
- Oenopota exserta C.W.S. Aurivillius, 1885: sinônimo de Oenopota violacea'' (J.W. Mighels & C.B. Adams, 1842)
- Oenopota fidicula (Gould, 1849): sinônimo de Propebela fidicula (Gould, 1849)
- Oenopota furfuraculata É.A.A. Locard, 1897: sinônimo de Propebela bergensis (H.B.S. Friele, 1886)
- Oenopota galgana W.H. Dall, 1919: sinônimo de Oenopota elegans (H.P.C. Møller, 1842)
- Oenopota geminolineata H.B.S. Friele, 1879: sinônimo de Oenopota violacea (J.W. Mighels & C.B. Adams, 1842)
- Oenopota glacialis (Thiele, 1912): sinônimo de Lorabela glacialis (Thiele, 1912)
- Oenopota golikovi Bogdanov, 1985: sinônimo de Propebela golikovi (Bogdanov, 1985) (combinação original)
- Oenopota harpularia Grieg, 1931: sinônimo de Amphissa acutecostata (Philippi, 1844)
- Oenopota harpularia (Couthouy, 1838): sinônimo de Propebela harpularia (Couthouy, 1838)
- Oenopota harpularius (Couthouy, 1838): sinônimo de Propebela harpularia (Couthouy, 1838)
- Oenopota harucoa P. Bartsch, 1941: sinônimo de Venustoma lacunosa (A.A. Gould, 1860)
- Oenopota holomera É.A.A. Locard, 1897: sinônimo de Gymnobela pyrrhogramma (Dautzenberg & Fischer, 1896)
- Oenopota impressus (Mörch, 1869): sinônimo de Oenopota impressa (Mörch, 1869) (gênero gramatical errado)
- Oenopota incisula (Verrill, 1882): sinônimo de Curtitoma incisula (Verrill, 1882)
- Oenopota kobelti (Verkrüzen, T.A., 1876): sinônimo de Granotoma kobelti (Verkrüzen, 1876)
- Oenopota krausei (Dall, 1887): sinônimo de Granotoma krausei (Dall, 1887)
- Oenopota leucostoma L.A. Reeve, 1845: sinônimo de Curtitoma trevelliana (W. Turton, 1834)
- Oenopota lateplicata Strebel, 1905: sinônimo de Propebela lateplicata (Strebel, 1905)
- Oenopota livida H.P.C. Møller, 1842: sinônimo de Oenopota violacea (J.W. Mighels & C.B. Adams, 1842)
- Oenopota lotta W.H. Dall, 1919: sinônimo de Granotoma krausei (W.H. Dall, 1887)
- Oenopota luetkeni W.H. Dall, 1919: sinônimo de Granotoma krausei (W.H. Dall, 1887)
- Oenopota lyrata (Locard, 1897):[57] sinônimo de Belomitra quadruplex (Watson, 1882)
- Oenopota macgillivrayi C.B. Adams, 1850: sinônimo de Curtitoma trevelliana (W. Turton, 1834)
- Oenopota margaritae Bogdanov, 1985: sinônimo de Propebela margaritae (Bogdanov, 1985) (combinação original)
- Oenopota metschigmensis (Krause, 1885): sinônimo de Curtitoma trevelliana (Turton, 1834)
- Oenopota microvoluta T.A. Okutani, 1964: sinônimo de Oenopota candida (M. Yokoyama, 1926)
- Oenopota minuscularia É.A.A. Locard, 1897: sinônimo de Oenopota violacea (J.W. Mighels & C.B. Adams, 1842)
- Oenopota minutum J. Adams, 1797: sinônimo de Propebela turricula (G. Montagu, 1803)
- Oenopota mitrula (S.L. Lovén, 1846): sinônimo de Propebela exarata (Møller, 1842)
- Oenopota monterosatoi É.A.A. Locard, 1897: sinônimo de Oenopota graphica (É.A.A. Locard, 1897)
- Oenopota nazanensis W.H. Dall, 1919: sinônimo de Curtitoma lawrenciana  (W.H. Dall, 1919)
- Oenopota nobilis (Møller, 1842): sinônimo de Propebela nobilis (Møller, 1842) (atualmente colocado no gênero Propebela)
- Oenopota nodulosa A. Krause, 1886: sinônimo de Oenopota violacea (J.W. Mighels & C.B. Adams, 1842)
- Oenopota novajasemliensis (Leche, 1878): sinônimo de Curtitoma novajasemljensis (Leche, 1878) (atualmente colocado no gênero Curtitoma)
- Oenopota ovalis (Friele, 1877)[58] sinônimo de Curtitoma ovalis (Friele, 1877)
- Oenopota pelseneeri (Strebel, 1908): sinônimo de Lorabela pelseneeri (Strebel, 1908)
- Oenopota pitsya W.H. Dall, 1919: sinônimo de Curtitoma trevelliana (W. Turton, 1834)
- Oenopota piltuniensis Bogdanov, 1985: sinônimo de Curtitoma piltuniensis (Bogdanov, 1985) (combinação original)
- Oenopota pleurotomaria J.P.Y. Couthouy, 1838: sinônimo de Oenopota pyramidalis (H. Strøm, 1788)
- Oenopota plicatula (Thiele, 1912): sinônimo de Lorabela plicatula (Thiele, 1912)
- Oenopota pygmaea'' É.A.A. Locard, 1897: sinônimo de Oenopota ovalis (H.B.S. Friele, 1877)
- Oenopota pygmaea A.E. Verrill, 1882: sinônimo de Oenopota ovalis (H.B.S. Friele, 1877)
- Oenopota quoyi C. des Moulins, 1842: sinônimo de Oenopota roseus (S.L. Lovén, 1846)
- Oenopota rathbuni (A. E. Verrill, 1884)[59] sinônimo de Propebela rathbuni (Verrill, 1884)
- Oenopota regulus W.H. Dall, 1919: sinônimo de Granotoma krausei regulus (W.H. Dall, 1919)
- Oenopota reticulata (T. Brown, 1827): sinônimo de Curtitoma trevelliana (Turton, 1834)
- Oenopota rosea S.L. Lovén, 1846: sinônimo de Propebela harpularia rosea (G.O. Sars, 1868)
- Oenopota rosum S.L. Lovén, 1846: sinônimo de Propebela harpularia (J.P.Y. Couthouy, 1838)
- Oenopota rufa (Montagu, 1803): sinônimo de Propebela rufa (Montagu, 1803) (atualmente colocado no gênero Propebela)
- Oenopota rufescens G.O. Sars, 1878: sinônimo de Oenopota violacea (J.W. Mighels & C.B. Adams, 1842)
- Oenopota rufus G. Montagu, 1841: sinônimo de Oenopota pyramidalis (H. Strøm, 1788)
- Oenopota rugulata (Reeve, 1846): sinônimo de Propebela rugulata (Reeve, 1846) (atualmente colocado no gênero Propebela)
- Oenopota rugulatus [sic]: sinônimo de Propebela rugulata (Reeve, 1846) (incorrect gender ending)
- Oenopota scalaris (Møller, 1842): sinônimo de Propebela scalaris (Møller, 1842) (atualmente colocado no gênero Propebela)
- Oenopota scalaroides (Sars G. O., 1878): sinônimo de Propebela scalaroides (Sars G. O., 1878) (atualmente colocado no gênero Propebela)
- Oenopota sculpturata (Dall, 1887): sinônimo de Mangelia sculpturata (Dall, 1887)
- Oenopota simplex (Middendorff, 1849): sinônimo de Obesotoma laevigata (Dall, 1871) (preoccupied name, synonym, currently in Obesotoma)
- Oenopota simplex Locard, 1896: sinônimo de Amphissa acutecostata (Philippi, 1844)
- Oenopota sixta W.H. Dall in C.T. Simpson, 1919: sinônimo de Oenopota elegans (H.P.C. Møller, 1842)
- Oenopota spelta (Locard, 1897)[60] sinônimo de Belomitra quadruplex (Watson, 1882)
- Oenopota spitzbergensis (Friele, 1886): sinônimo de Propebela spitzbergensis (Friele, 1886) (atualmente colocado no gênero Propebela)
- Oenopota striatula (Thiele, 1912): sinônimo de Belalora striatula (Thiele, 1912)
- Oenopota surana W.H. Dall, 1919: sinônimo de Curtitoma trevelliana (Turton, 1834)
- Oenopota tayensis (S. Nomura & K.M. Hatai, 1938): sinônimo de * Propebelatayensis (S. Nomura & K.M. Hatai, 1938)
- Oenopota thielei A.W.B. Powell, 1951: sinônimo de Oenopota cunninghami (E.A. Smith, 1881)
- Oenopota trevelliana (Turton, 1834): sinônimo de Curtitoma trevelliana (Turton, 1834) (atualmente colocado no gênero Curtitoma)
- Oenopota trevellianum W. Turton, 1834: sinônimo de Curtitoma trevelliana (Turton, 1834) (atualmente colocado no gênero Curtitoma)
- Oenopota trevelliana O.A.L. Mörch, 1871: sinônimo de Curtitoma trevelliana (Turton, 1834) (atualmente colocado no gênero Curtitoma)
- Oenopota trevelyana D.H. Schneider, 1886: sinônimo de Curtitoma trevelliana (Turton, 1834) (atualmente colocado no gênero Curtitoma)
- Oenopota trevelyana W. Turton, 1834: sinônimo de Curtitoma trevelliana (Turton, 1834) (atualmente colocado no gênero Curtitoma)
- Oenopota trevyliana W. Turton, 1834  sinônimo de Curtitoma trevelliana (Turton, 1834) (atualmente colocado no gênero Curtitoma)
- Oenopota turricula (Montagu, 1803): sinônimo de Propebela turricula (Montagu, 1803) (atualmente colocado no gênero Propebela)
- Oenopota ventricosa O.A.L. Mörch, 1857: sinônimo de Oenopota violacea (J.W. Mighels & C.B. Adams, 1842)
- Oenopota viridula (Møller, 1842): sinônimo de Curtitoma finmarchia (Friele, 1886) (identificação incorreta)
- Oenopota weirichi Engl, 2008: sinônimo de Belalora weirichi (Engl, 2008) (combinação original)